# Clodia (Schiff)
Die Clodia war ein 1980 in Dienst gestelltes Fährschiff der italienischen Reederei Tirrenia – Compagnia italiana di navigazione. Die 1988 und 1992 stark umgebaute Fähre blieb bis 2012 im Einsatz und wurde 2013 im indischen Alang abgewrackt.

## Geschichte
Die Clodia wurde am 27. April 1978 unter der Baunummer 4348 in der Werft von Italcantieri in Castellammare di Stabia auf Kiel gelegt und lief am 9. März 1979 vom Stapel. Nach ihrer Ablieferung an Tirrenia am 4. März 1980 nahm sie im selben Monat den Fährdienst von Genua nach Palermo auf. Das Schiff gehörte der aus insgesamt sechs Einheiten bestehenden Strade-Romane-Klasse an, die zwischen 1979 und 1981 in Dienst gestellt wurde.
1988 wurde die Clodia wie ihre Schwesterschiffe auch von 136 auf knapp 148 Meter verlängert. Zusammen mit der Aurelia und der Nomentana erhielt sie 1992 einen weiteren, großangelegten Umbau in La Spezia, bei der sie zusätzliche Aufbauten erhielt und sich danach stark von ihren nicht umgebauten Schwesterschiffen unterschied. Im Mai 1992 nahm sie wieder den Dienst auf.
Nach einer Modernisierung bei Fincantieri im Dezember 2002 wechselte die Clodia im Juni 2003 auf die Strecke von Civitavecchia nach Cagliari. Im April 2011 charterte die italienischen Regierung das Schiff zur Beförderung von Flüchtlingen von Lampedusa aufs italienische Festland.
Am 29. Juni 2012 beendete die Clodia ihre Dienstzeit nach 32 Jahren. Sie wurde in Civitavecchia aufgelegt, später nach Olbia überführt und schließlich im Februar 2013 zum Abbruch ins indische Alang verkauft. Dort traf das Schiff unter dem abgeänderten Namen Clodiar am 18. April 2013 ein.